# 弗兰克·狄克逊
弗兰克·狄克逊（英語：Frank Dixon，1878年4月1日—1932年11月29日），加拿大男子棍网球运动员。他曾代表加拿大参加1908年夏季奥林匹克运动会棍网球比赛，获得一枚金牌。他于1932年死于交通事故。